# Students for a Democratic Society

Omslaget till en av SDS:s pamfletter, cirka 1966.

Students for a Democratic Society (SDS) var en studentorganisation verksam i USA under Vietnamkriget, och protesterade mot kriget. Den grundades 1959 som en liten studentorganisation med bakgrund i en socialdemokratisk studentrörelse. Organisationens första möte hölls 1960 vid University of Michigan i Ann Arbor, Michigan. Rörelsen kom att växa och inkluderade som mest uppemot 100 000 medlemmar.[källa behövs]
Efter en kongress 1969 bröt sig några av de ledande aktivisterna ut och bildade den militanta gruppen The Weathermen (som senare bytte namn till The Weather Underground). Även andra förgreningar skedde efter denna kongress.